# Kjelen
Kjelen ist eine unbewohnte Insel in Norwegen und gehört zur Gemeinde Nordkapp in der norwegischen Provinz Finnmark.
Sie liegt unmittelbar östlich der Insel Magerøya in einer kleinen Bucht etwa 130 Meter vor Kjelvik im Porsangerfjord. Kjelen erstreckt sich von Südwesten nach Nordosten über etwa 280 Meter bei einer Breite von bis zu etwa 60 Metern. Die karge, felsige Insel ist nur spärlich bewachsen und erreicht in ihrem südwestlichen Teil eine Höhe von bis zu 30 Metern.